# Issues (Korn)
Issues è il quarto album in studio del gruppo musicale statunitense Korn, pubblicato il 16 novembre 1999 dalla Epic Records e dalla Immortal Records.
L'album vendette all'incirca 575.000 nella prima settimana di messa in vendita e conquistò il primo posto della Billboard 200. Il giorno antecedente la pubblicazione, i Korn tennero un concerto all'Apollo Theater durante il quale eseguirono Issues per intero. L'album è il secondo più venduto del gruppo con 13 milioni di copie nel mondo.

## Descrizione
A differenza delle precedenti pubblicazioni, Issues si allontana dalle sonorità rap metal e presenta alcune sperimentazioni sonore, che vanno da infiltrazioni elettroniche all'uso di strumenti esotici. Coadiuvati dalla produzione di Brendan O'Brien, i Korn confermano con quest'album la loro posizione nell'arena del nu metal.
Il suo singolo di lancio Falling Away from Me fu usato in un episodio di South Park in cui apparivano i Korn in formato cartoon.
Di questo disco esistono quattro versioni, che differiscono per i disegni in copertina, effettuati da alcuni fan del gruppo durante un concorso lanciato da MTV. Nello stesso anno è stata commercializzata anche un'edizione speciale dell'album costituita da un secondo disco intitolato All Mixed Up, uscito separatamente nello stesso anno.

## Tracce
1. Dead – 1:12
2. Falling Away from Me – 4:30
3. Trash – 3:27
4. 4 U – 1:42
5. Beg for Me – 3:53
6. Make Me Bad – 3:55
7. It's Gonna Go Away – 1:30
8. Wake Up – 4:07
9. Am I Going Crazy – 0:59
10. Hey Daddy – 3:44
11. Somebody Someone – 3:47
12. No Way – 4:08
13. Let's Get This Party Started – 3:41
14. Wish You Could Be Me – 1:07
15. Counting – 3:37
16. Dirty – 7:50

All Mixed Up – CD bonus nell'edizione speciale
1. A.D.I.D.A.S. (Radio Mix) – 2:34
2. Good God (Dub Pistols Mix) – 6:20
3. Got the Life (Josh Abraham Remix) – 4:01
4. Twist/Chi (Live) – 5:05
5. Jingle Balls – 3:27

## Formazione
Gruppo
- Jonathan Davis – voce, cornamusa, batteria aggiuntiva (tracce 1, 3, 4, 7, 14 e 16), programmazione aggiuntiva loop di batteria
- Fieldy – basso, programmazione aggiuntiva loop di batteria
- Munky – chitarra
- Head – chitarra
- David Silveria – batteria

Altri musicisti
- Jeffy Lube – programmazione aggiuntiva loop di batteria

Produzione
- Brendan O'Brien – produzione, missaggio
- Nick Didia – registrazione
- Tobias Miller – ingegneria ed editing aggiuntivi
- Andrew Garver – editing digitale
- Bryan Cook, Ryan Williams, Karl Egsieker – assistenza tecnica
- Stephen Marcussen – mastering

## Classifiche

### Classifiche settimanali
| Classifica (1999-21)       | Posizione massima |
| -------------------------- | ----------------- |
| Australia                  | 1                 |
| Austria                    | 13                |
| Belgio (Fiandre)           | 28                |
| Belgio (Vallonia)          | 44                |
| Canada                     | 2                 |
| Finlandia                  | 4                 |
| Francia                    | 12                |
| Germania                   | 9                 |
| Grecia                     | 17                |
| Italia                     | 23                |
| Norvegia                   | 10                |
| Nuova Zelanda              | 2                 |
| Paesi Bassi                | 13                |
| Regno Unito                | 37                |
| Regno Unito (rock & metal) | 1                 |
| Stati Uniti                | 1                 |
| Svezia                     | 42                |
| Svizzera                   | 86                |
| Ungheria                   | 28                |

### Classifiche di fine anno
| Classifica (1999) | Posizione |
| ----------------- | --------- |
| Australia         | 18        |
| Classifica (2000) | Posizione |
| Belgio (Fiandre)  | 98        |
| Stati Uniti       | 19        |